# 138 f.Kr.

## Händelser

### Efter plats

#### Partien
- Fraates II blir kung av Partien.

#### Kina
- Zhang Qian börjar utforska Centralasien för den kinesiske kejsaren Han Wudis räkning.
- Den första kinesiska diplomatiska beskickningen till Ferghanadalen, ledd av Chang Chien, skickas.

### Efter ämne

#### Musik
- Hymn till Apollo skrivs och nedtecknas på en sten i Delfi; det är världens äldsta kända nedtecknade musik med noter.

## Födda
- Lucius Cornelius Sulla Felix, romersk fältherre och statsman

## Avlidna
- Diodotos Tryfon, kung av det seleukidiska riket (självmord)
- Mithradates I, kung av Partien
- Attalos II, kung av Pergamon